# Børge Houmann
Børge Kruuse Houmann, född 26 mars 1902, död 20 januari 1994, var en dansk politiker och författare.
Børge Houmann var ursprungligen sjöman, 1934–1935 direktör för Riddersalen i Köpenhamn och 1935–1941 för Arbejderforlaget, därjämte chefredaktör för det kommunistiska Arbeiderbladet 1935–1941, vilket därefter upphörde på grund av myndigheternas åtgärder mot kommunistisk verksamhet. Houmann blev medlem av Danmarks Frihedsraad och redaktör för tidningen Land og Folk'', utgiven illegalt fram till 1945 och efter befrielsen legalt. 1945 invaldes han som kommunistisk ledamot av Folketinget. Houmann framträdde som skönlitterär författare bland annat med diktsamlingarna Huset ved Havet (1921) och Førlis (1936) samt romanen Lystgas (1932), och som översättare bland annat av Walt Whitmans Leaves of Grass (1927).